# Oncaea clevei
Oncaea clevei is een eenoogkreeftjessoort uit de familie van de Oncaeidae. De wetenschappelijke naam van de soort is voor het eerst geldig gepubliceerd in 1923 door Früchtl.